# Frank Happersberger
 Frank H. Happersberger, född december 1859 i Placer County i Kalifornien, USA, död 11 oktober 1932 i San Anselmo i Kalifornien, USA, var en amerikansk skulptör. 
Frank Happersberger var son till Frank Happersberger, en invandrare från Bayern som kommit till Kalifornien under guldrushen. Frank Happersberger den yngre arbetade i sin ungdom som träsnidare på firman Kemp and Hoffman i San Francisco. Därefter utbildade han sig i konst under åtta år på en konstakademi i Tyskland, och under den perioden deltog han i en tävling om ett monument över den mördade presidenten James A. Garfield.
Happersberger skaffade sig en ateljé i San Francisco på 51 Park Avenue. År 1894 färdigställde han Pioneer Monument i San Francisco. År 1899 flyttade han till New York.

## Bildgalleri

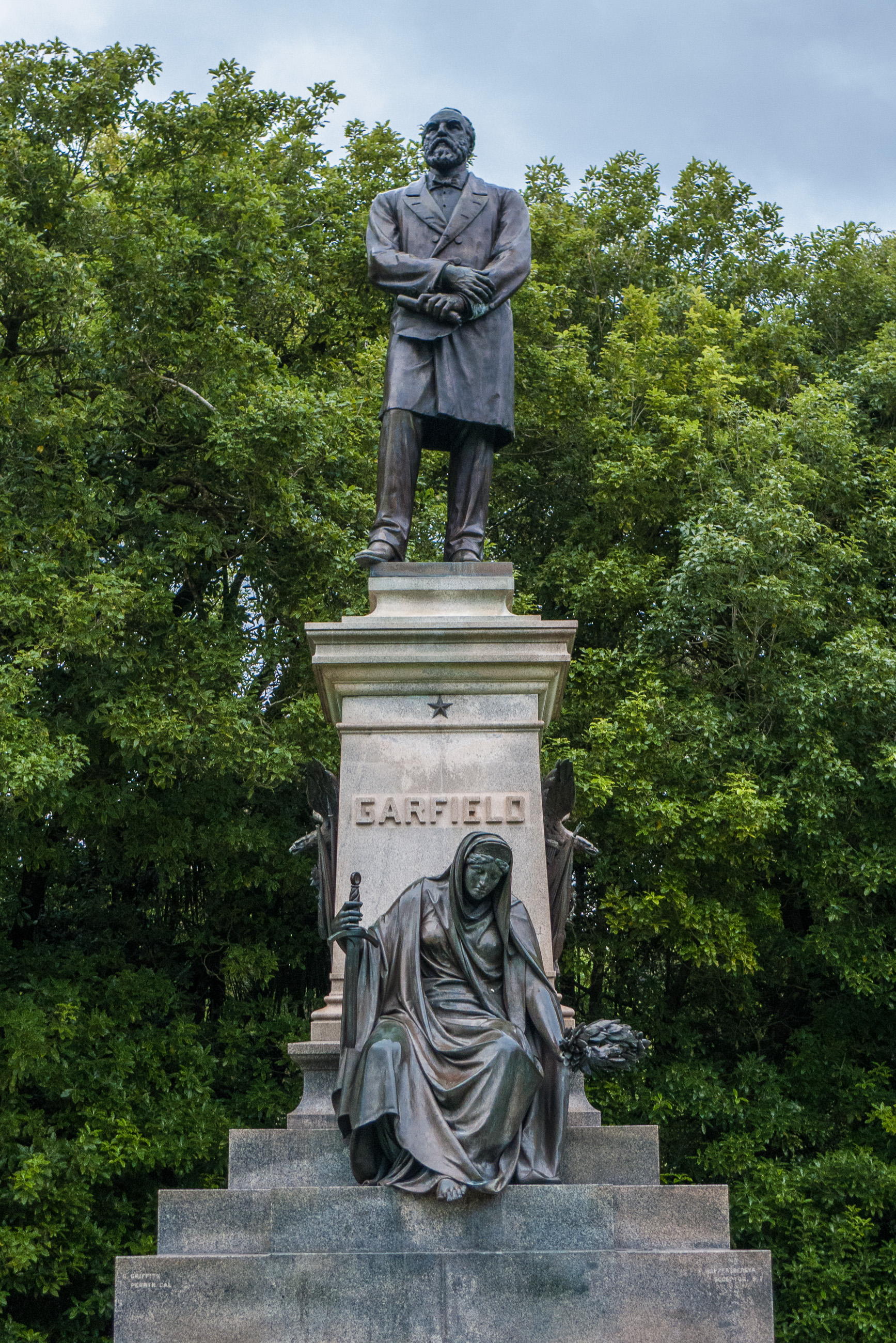
James Abram Garfield Monument i Golden Gate Park i San Francisco